# كورتا دي أرجيش

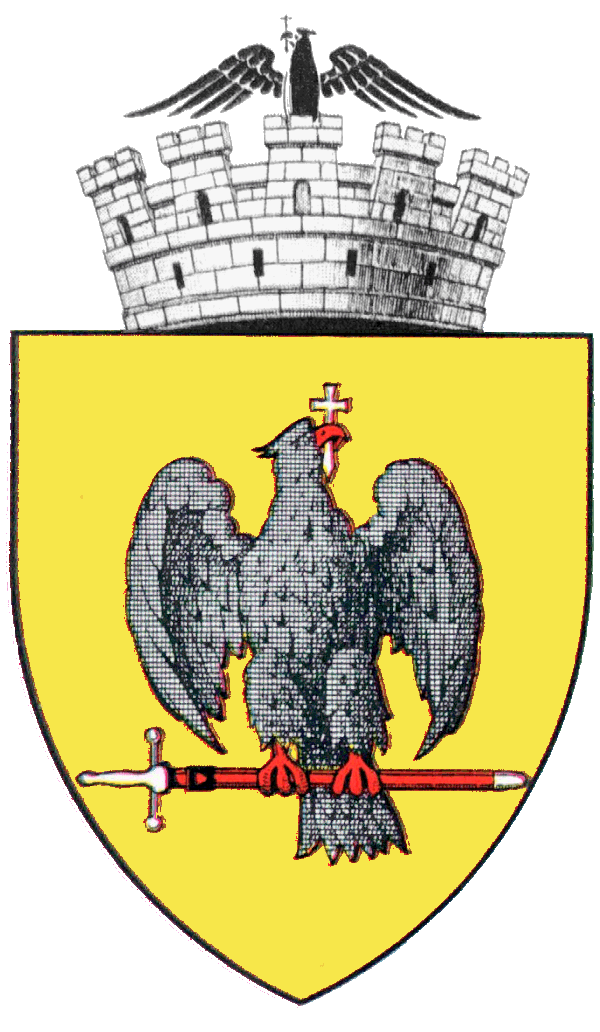
شعار المدينة

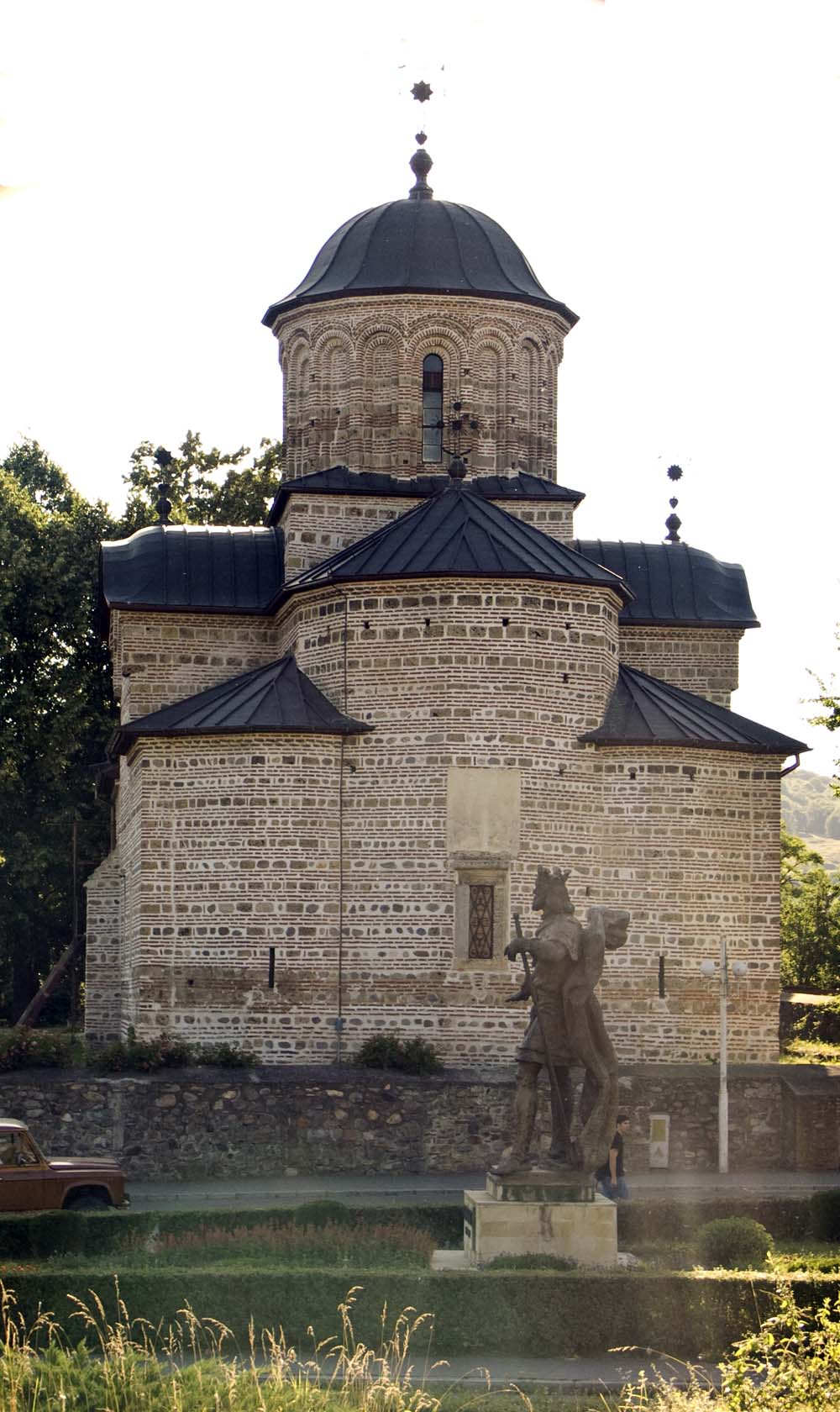
كنيسة القديس نيكولا في المدينة

مدينة في وسط رومانيا (بالرومانية: Curtea de Argeş) تقع على نهر ارجيش في محافظة ارجيش في إقليم مونتينيا, تحمل لقب أول عاصمة للدولة الرومانية، عدد سكانها 32.510 نسمة (2002)

## توأمة
لكورتا دي أرجيش اتفاقيات توأمة مع:
- نيفير (1990 - )

## أعلام
- كارمن سيلفا
- دانيال ستان
- ميرتشا العجوز
- جبريل ماتي